# 喀爾圖
喀爾圖 (？ —1686年)，那木都鲁氏，滿洲正白旗人，清朝官员、清朝刑部尚書。
曾任左都御史。康熙二十二年二月癸酉，接替郭四海，擔任清朝刑部尚書，后休。由諾敏接任。